# Giuseppe Pitrè
Giuseppe Pitrè (født 22. december 1843 i Palermo, død 10. april 1916 sammesteds) var en italiensk læge og folklorist. 
Han studerede medicin, men helligede allerede fra sin tidligste ungdom al den tid, han kunde afse fra sin lægegerning, til studiet af sit lands folkeminder. I 1911 blev der ved Palermos Universitet oprettet et professorat i folklore, og Pitré blev som selvskreven udnævnt til at beklæde denne stilling. Foruden en dyb kærlighed til og forståelse af sin fødeøs poesi og befolkning besad Pitré en forskers wvne til at trænge til bunds i den skat af sagn og legender, folkeviser og folkemelodier, som Sicilien ejer, og i en række skr har han belyst sicilianernes daglige liv og skikke i fortid og samtid. Hans hovedværk er Biblioteca delle tradizioni popolari siciliane (25 bind, Palermo 1870—1913). I Curiosità popolari (16 bind, 1885—96) har Pitré behandlet ikke blot Siciliens, men hele Italiens folkeminder, og fra 1881 og lige til sin død redigerede han sammen med S. Salomone-Marino Archivio per lo studio delle tradizioni popolari, et tidsskrift, der har haft stor betydning for folkloristiske studier. Foruden disse betydelige arbejder har Pitré skrevet adskillige mindre bøger og afhandlinger samt udgivet en bibliografi i to bind over folklorelitteratur, udkommet i Europa og Amerika: Bibliografia delle tradizioni popolari. Få år før sin død blev han udnævnt til senator. 